# Ginástica artística nos Jogos Europeus de 2015 - Salto feminino
A competição do salto feminino foi um dos eventos da ginástica artística nos Jogos Europeus de 2015, em Baku, no Azerbaijão. Foi disputada na Arena Nacional de Ginástica entre os dias 14 e 20 de junho.

## Calendário
Horário de verão do Azerbaijão (UTC+5).
| Data        | Horário | Fase         |
| ----------- | ------- | ------------ |
| 14 de junho |         | Qualificação |
| 20 de junho | 16:30   | Final        |

## Medalhistas
| Ouro   | SUI Giulia Steingruber |
| Prata  | RUS Seda Tutkhalyan    |
| Bronze | NED Lisa Top           |

## Resultados

### Qualificação
O resultado da qualificação foi o seguinte. 
| Posição | Ginasta                 | Dif.    | Exe.    | Pen.    | Pontos 1 | Dif.    | Exe.    | Pen.    | Pontos 2 | Total  | Qual. |
| Posição | Ginasta                 | Salto 1 | Salto 1 | Salto 1 | Salto 1  | Salto 2 | Salto 2 | Salto 2 | Salto 2  | Total  | Qual. |
| ------- | ----------------------- | ------- | ------- | ------- | -------- | ------- | ------- | ------- | -------- | ------ | ----- |
| 1       | SUI Giulia Steingruber  | 6.2     | 9.266   |         | 15.466   | 5.0     | 9.233   |         | 14.233   | 14.849 | Q     |
| 2       | RUS Seda Tutkhalyan     | 5.8     | 9.166   |         | 14.966   | 5.6     | 8.666   | 0.3     | 13.966   | 14.466 | Q     |
| 3       | NED Lisa Top            | 5.3     | 8.833   |         | 14.133   | 5.0     | 9.000   |         | 14.000   | 14.066 | Q     |
| 4       | POL Gabriela Janik      | 5.3     | 9.100   |         | 14.400   | 4.6     | 8.900   | 0.1     | 13.400   | 13.900 | Q     |
| 5       | CRO Ana Derek           | 5.2     | 8.766   | 0.1     | 13.866   | 4.8     | 9.066   |         | 13.866   | 13.866 | Q     |
| 6       | GBR Kelly Simm          | 5.6     | 8.633   |         | 14.233   | 5.0     | 8.533   |         | 13.533   | 13.833 | Q     |
| 7       | ISL Norma Robertsdottir | 5.3     | 8.866   |         | 14.166   | 4.8     | 8.666   |         | 13.466   | 13.816 | R1    |
| 8       | TUR Tutya Yilmaz        | 5.0     | 8.866   |         | 13.866   | 4.6     | 8.766   |         | 13.366   | 13.616 | R2    |
| 9       | AUT Jasmin Mader        | 5.0     | 8.800   |         | 13.800   | 4.6     | 8.833   |         | 13.433   | 13.616 | R3    |

### Final
O resultado final foi o seguinte.
| Posição           | Ginasta                | Dif.    | Exe.    | Pen.    | Pontos 1 | Dif.    | Exe.    | Pen.    | Pontos 2 | Total  |
| Posição           | Ginasta                | Salto 1 | Salto 1 | Salto 1 | Salto 1  | Salto 2 | Salto 2 | Salto 2 | Salto 2  | Total  |
| ----------------- | ---------------------- | ------- | ------- | ------- | -------- | ------- | ------- | ------- | -------- | ------ |
| Medalha de ouro   | SUI Giulia Steingruber | 6.2     | 9.366   |         | 15.566   | 5.0     | 9.433   |         | 14.433   | 14.999 |
| Medalha de prata  | RUS Seda Tutkhalyan    | 5.8     | 9.033   |         | 14.833   | 5.6     | 8.933   |         | 14.533   | 14.683 |
| Medalha de bronze | NED Lisa Top           | 5.3     | 8.833   |         | 14.133   | 5.0     | 8.900   |         | 13.900   | 14.016 |
| 4                 | POL Gabriela Janik     | 5.3     | 9.000   |         | 14.300   | 4.6     | 9.033   |         | 13.633   | 13.966 |
| 5                 | CRO Ana Derek          | 5.2     | 8.766   |         | 13.966   | 4.8     | 9.133   |         | 13.933   | 13.949 |
| 6                 | GBR Kelly Simm         | 5.6     | 8.733   |         | 14.333   | 0.0     | 0.000   |         | 0.000    | 7.166  |